# Гацефира
«Гацефира» (Ха-Цфира, букв. «Гудок», «Сирена») — еврейская еженедельная газета, выходившая с 1862 по 1906 год.
Периодическое печатное издание было основано в 1862 году в Варшаве Хаимом-Зеликом Слонимским с целью популяризировать в широких кругах естественные и точные науки. Газета «Гацефира» сразу получила распространение не только в прогрессивных, но даже в ортодоксальных сферах.
В 25 номерах первого года помещены были популярные статьи об электричестве, телеграфе, метеорах и свойствах света, ο фотографии, изложены вкратце основы химии и физики и т. д. Назначенный в следующем году инспектором раввинского училища в городе Житомире Слонимский прекратил издание, так как, состоя в то же время цензором еврейской печати, не мог быть редактором цензурируемой им газеты.
В 1874 году, после закрытия раввинского училища, Зиновий Яковлевич Слонимский возобновил издание газеты «Гацефира» в городе Берлине при ближайшем участии Льва Осиповича Кантора. Через два года она снова стала выходить в польской столице.
По специально-религиозным вопросам «Гацефира» держалась умеренно-прогрессивного направления. В этом отношении газета не изменилась и после того, как с 1884 году её субредактором (а через некоторое время главным редактором) стал Нахум Соколов. При последнем естественно-научный отдел был значительно сокращён и взамен его расширен политико-публицистический. Политические обозрения и фельетоны Соколова, написанные блестящим языком, помогли изданию привлечь обширный круг читателей.
После возникновения политического сионизма газета, раньше относившаяся индифферентно к палестинофильству, агитируя за эмиграцию в Аргентину, стала проповедовать сионистскую точку зрения.
В 1903 году «Гацефира», в ознаменование 30-летия своего существования, выпустила литературный сборник. С этого года она расширила также публицистический и литературный отделы и некоторое время (в 1904 году) выпускала еженедельное литературное иллюстрированное приложение.
В 1906 году издание было закрыто.

## Сотрудники
Основатель — Слонимский, Зиновий Яковлевич
В 1912—1915 — соредактор газеты Подлишевский Авраам
Журналисты, авторы: Заменгоф, Марк Фабианович, Цинберг, Сергей Лазаревич